# 愛德華·弗里奇
愛德華·弗里奇（法語：Édouard Fritch；1952年4月1日—），是一名法屬玻里尼西亞政治人物。他曾於2007年4月至2008年2月及2009年2月至4月擔任法属波利尼西亚议会議長。同時，他也是親法國政黨人民联盟共同领袖。
2014年9月12日，弗里奇就任法屬玻里尼西亞主席。